# Jack Tunney
Jack Tunney (nascido John Tunney; Toronto, 21 de janeiro de 1935 - Waterdown, 24 de julho de 2004) foi um promotor de wrestling profissional canadense. Tunney é mais conhecido por atuar na World Wide Wrestling Federation como Presidente, durante o Hulkamania, de 1984 até 1995.